# Фрегаты типа «Алванд»
Фрегаты типа «Алванд» (известны также как фрегаты типа «Саам» и "Воспер" тип Mk 5) — серия из четырёх иранских патрульных фрегатов (в настоящее время в строю находятся три). 
Основное назначение — охрана экономической зоны страны.
Все четыре корабля были построены в Великобритании и первоначально вооружены десятью ЗУР «Сикэт» и пятью ПКР «Сикиллер» каждый, однако затем перевооружены аналогичными ракетами китайского производства.
Все четыре корабля первоначально названы именами персонажей поэмы «Фирдоуси Шахнаме», однако после победы исламской революции (1979) переименованы в честь горных вершин на территории Ирана.
Один из кораблей этого типа («Саханд») был потоплен ВМС США во время операции «Богомол» (1988).

## История
Контракт с британской фирмой Vosper на постройку четырёх фрегатов был подписан 25 августа 1966 года.

## Конструкция
Корпус сварной, стальной, водонепроницаемые переборки делят корабль на 11 отсеков. Корабль остаётся на плаву при затоплении любых двух смежных отсеков. Двойное дно по всей длине, занято цистернами с горючим, маслом и питьевой водой. Нижний ярус надстройки стальной, верхние ярусы и ходовой мостик изготовлены из алюминиевых сплавов.

## Двигательная установка
Двигательная установка состоит из двух дизелей 16YJCM экономического хода (V-образных нереверсивных, 8-цилиндровых, 4-тактных) суммарной мощностью 2800 л.с. и двух форсажных турбин ТМ2А суммарной мощностью 40 000 л.с. 
Двигатели работают на два винта регулируемого шага по схеме CODOG (не предусмотрена возможность одновременной работы дизелей и турбин). 
Все четыре двигателя расположены в одном машинном отделении. Спереди и позади от машинного отделения расположены генераторные отсеки, в каждом из которых размещаются по два дизель-генератора мощностью по 350 кВт (суммарная мощность 1,4 МВт).

## Вооружение

### Артиллерия
Первоначально корабли были вооружены 114-мм орудием Mk 5 фирмы «Виккерс», которое во время модернизации 1977 года были заменены на артиллерийские установки Mk 8 с длиной ствола 55 калибров. Боекомплект орудия составляет 220 выстрелов. 
Кроме того, на корме установлена 35-мм спаренная АУ «Эрликон» (длина ствола 90 калибров), в разных частях надстройки — 3 одноствольных 20-мм АУ GAM-B01 «Эрликон» (длина ствола 70 калибров).

### Противокорабельные ракеты
Первоначально все четыре корабля серии были вооружены 5-контейнерными пусковыми установками «Mariner» с пятью ПКР «Sea Killer». 
В настоящее время 72 Alborz и 73 Sabalan перевооружены противокорабельными комплексами YJ-2 китайского производства в двух спаренных контейнерных пусковых установках. Боезапас составляет 4 ракеты C-802.

### Противолодочное оружие
Основным противолодочным средством является трёхствольный 305-мм бомбомёт «Лимбо» с боекомплектом из 24 реактивных глубинных бомб. Для управления стрельбой используется подкильная ГАС типа 170 или 174, которая оснащена подъёмно-опускным устройством. При поднятой ГАС шахта закрывается днищевыми створками.

### Радиоэлектронное оснащение
Основу боевых систем корабля составляет БИУС «Sea Hunter» 4 с двумя радарами управления оружием. Для обнаружения высотных целей используется РЛС AWS 1, для обнаружения низколетящих целей – РЛС типа 1226. Навигационная РЛС — типа 629. Для электронного противодействия применяются системы РЭБ RDL 2AC и FH 5-HF. Постановщик пассивных помех — две трёхствольных 120-мм установки Mk 5.

## Обитаемость и мореходность
Установлена общекорабельная система кондиционирования воздуха.
Для уменьшения качки корабли оснащены активными рулями фирмы Vosper Thornycroft.

## Состав серии
| Название                  | Номер | Верфь   | Заложен    | Спущен     | В строю    | Списан      | Статус   |
| ------------------------- | ----- | ------- | ---------- | ---------- | ---------- | ----------- | -------- |
| Alvand (ex-DE12 Saam)     | 71    | Vosper  | 22.05.1967 | 25.07.1968 | 20.05.1971 |             | В строю  |
| Alborz (ex-DE14 Zaal)     | 72    | Vickers | 03.03.1968 | 04.03.1969 | 01.03.1972 |             | В строю  |
| Sabalan (ex-DE16 Rostam)  | 73    | Vickers | 10.12.1967 | 04.03.1969 | 01.07.1972 |             | В строю  |
| Sahand (ex-DE18 Faramarz) | 74    | Vosper  |            | 1969       |            | 18.04.1988† | Потоплен |

## Гибель фрегата «Саханд»
Фрегаты типа «Алванд» активно использовались во время «танкерной войны» в Персидском заливе, препятствуя прохождению танкеров через Ормузский пролив. 
В результате, 14 апреля 1988 года эскортировавший танкеры американский фрегат FFG-58 «Сэмюэль Робертс» (типа «Оливер Хазард Перри») подорвался на иранской морской мине, пострадали 10 моряков.
18 апреля американские ВМС нанесли «удар возмездия» по двум иранским нефтяным платформам. Во время операции иранский фрегат был атакован штурмовиками А-6 с авианосца «Энтерпрайз» и эсминцем «Джозеф Штраус». Корабль поразили четыре ПКР «Гарпун», две управляемых бомбы «Скиппер» и три 454-кг неуправляемые бомбы. В результате корабль полностью вышел из строя и вскоре затонул.
Был атакован также фрегат «Сабалан», в который попала 227-кг бомба, разрушившая машинное отделение.